# Leucopis pinicola
Leucopis pinicola är en tvåvingeart som beskrevs av Malloch 1921. Leucopis pinicola ingår i släktet Leucopis och familjen markflugor. Inga underarter finns listade i Catalogue of Life.